# Castle Combe
Castle Combe es un pequeño pueblo en Wiltshire, Inglaterra, con una población de alrededor de 350 habitantes. Clasificado como el número 2 entre los 30 mejores pueblos según The Times, es famoso por su belleza, tranquilidad y edificios, incluyendo la Iglesia Medieval.

## Actualidad
El pueblo está cerca de los pueblos de Grittleton, Ford, Nettleton, Tiddleywink y la ciudad de Chippenham. Castle Combe está representada en el Parlamento por James Gray y el Consejo de Wiltshire por Jane Scott, ambos del Partido Conservador del Reino Unido.
El hotel Manor House Hotel, de 5 estrellas, fue construido en el siglo XIV. Dispone de 48 habitaciones y 1.5 km² de jardines.
El pueblo prosperó durante el siglo XV cuando perteneció a Millicent, la esposa del señor Stephen Le Scrope y luego del señor John Fastolf (1380-1459), un caballero de Norfolk que era el señor eficaz de la mansión durante cincuenta años. Promovió la industria de la lana, suministrando a sus propias tropas y a otros por la guerra de Enrique V en Francia. En la Iglesia de San Andrés se encuentra el Castle Combe Clock, uno de los pocos relojes medievales ingleses todavía en uso.
El pueblo ha acogido dos veces el evento Combe Sunday, un espectáculo de música que atrajo a 4.000 visitantes al pueblo en el año 2006. Igualmente, Castle Combe es un referente de los deportes de motor, pues en esta localidad se celebra el Castle Combe Circuit, que tiene lugar en el aeródromo en desuso de la RAF Castle Combe.
También fue utilizado como un lugar para la película musical "Doctor Dolittle", pero su clima de verano con frecuentes lluvias e irritación de los residentes en las modificaciones arbitrarias de los productores de la zona de tiro que era suficientemente severa como para incitar al intento de sabotaje, producción fracasada. Raymond Austin, director/escritor, establece la acción de su libro, "Find Me A Spy, Catch me a Traitor" en la aldea y en la Mansión. Otras producciones incluyen "El asesinato de Roger Ackroyd ", un episodio de " Agatha Christie's Poirot" y las películas " Stardust" y la versión de la película de 1967 de Doctor Dolittle. A lo largo de septiembre de 2010, el pueblo fue utilizado como una ubicación clave de rodaje para la producción de Steven Spielberg, Caballo de batalla.
Castle Combe cuenta con un aparcamiento práctico en la parte superior de la colina, así como instalaciones sanitarias sobre el puente en la parte inferior de la aldea.

## Galería

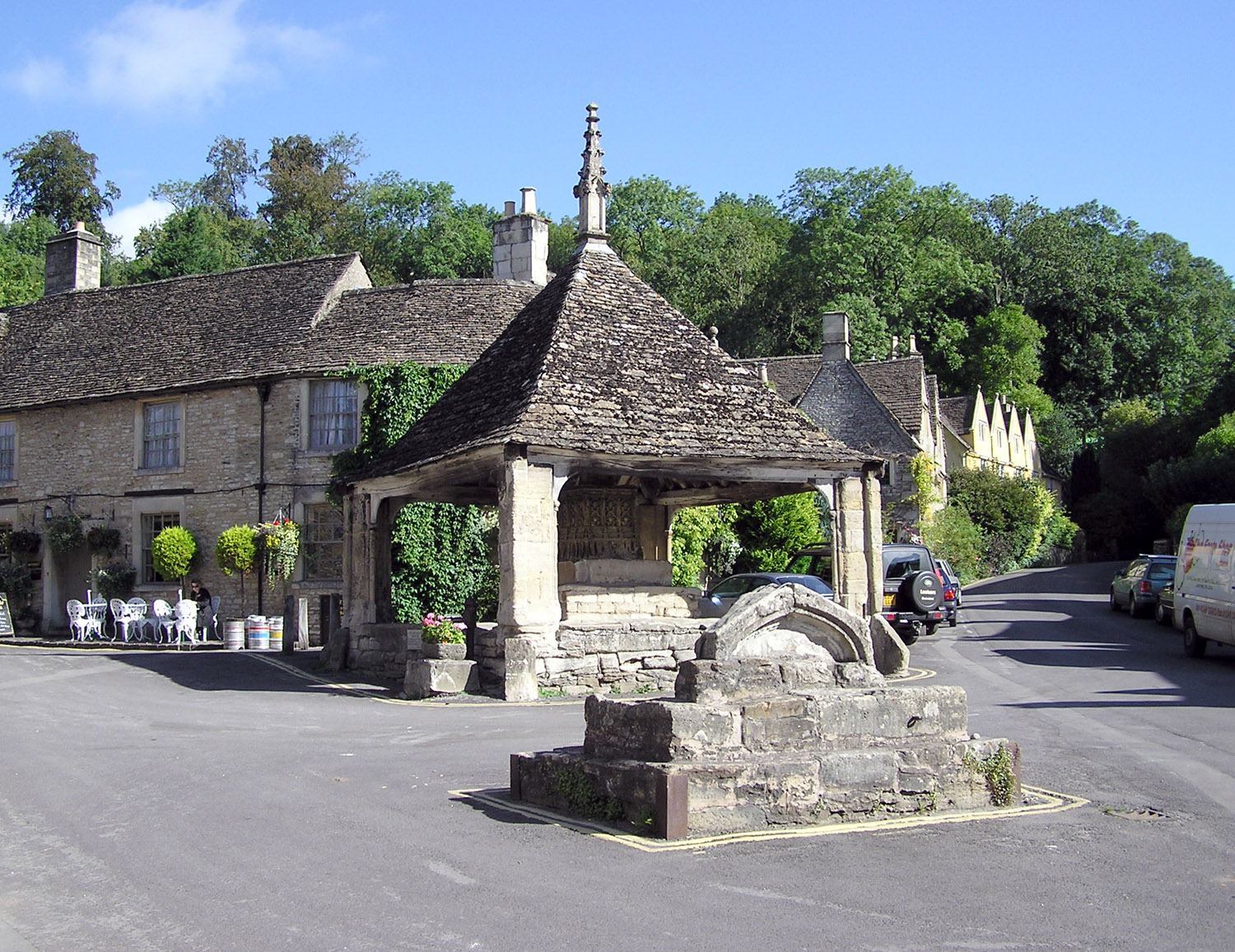
El Market Cross del siglo XIV
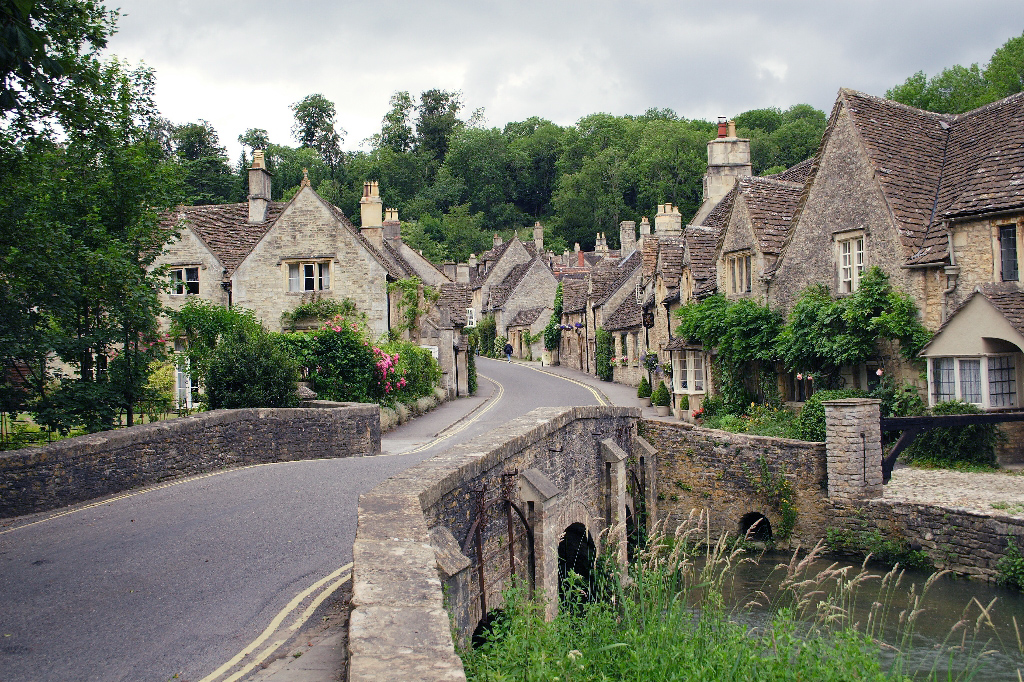
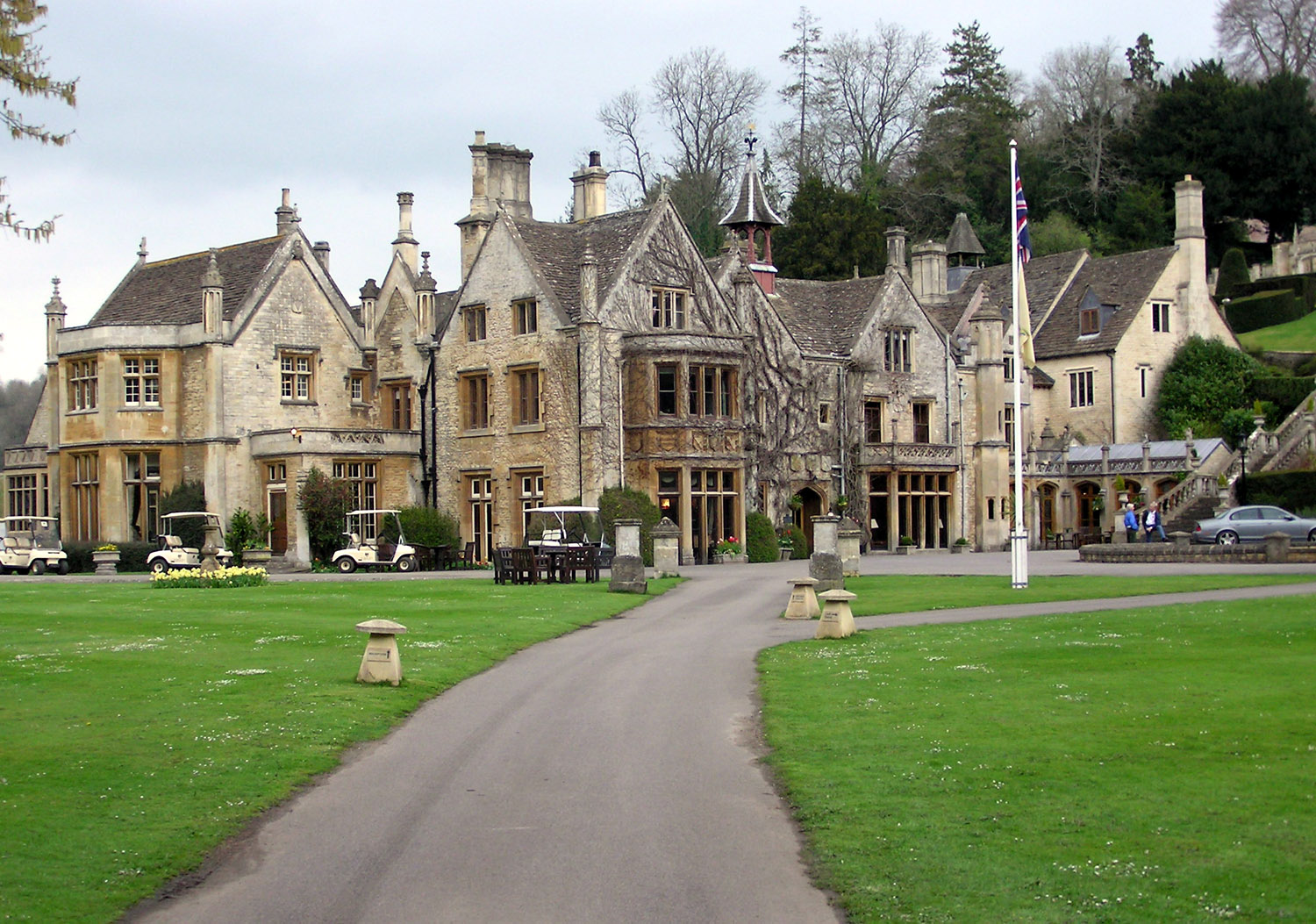
El hotel Manor House Hotel
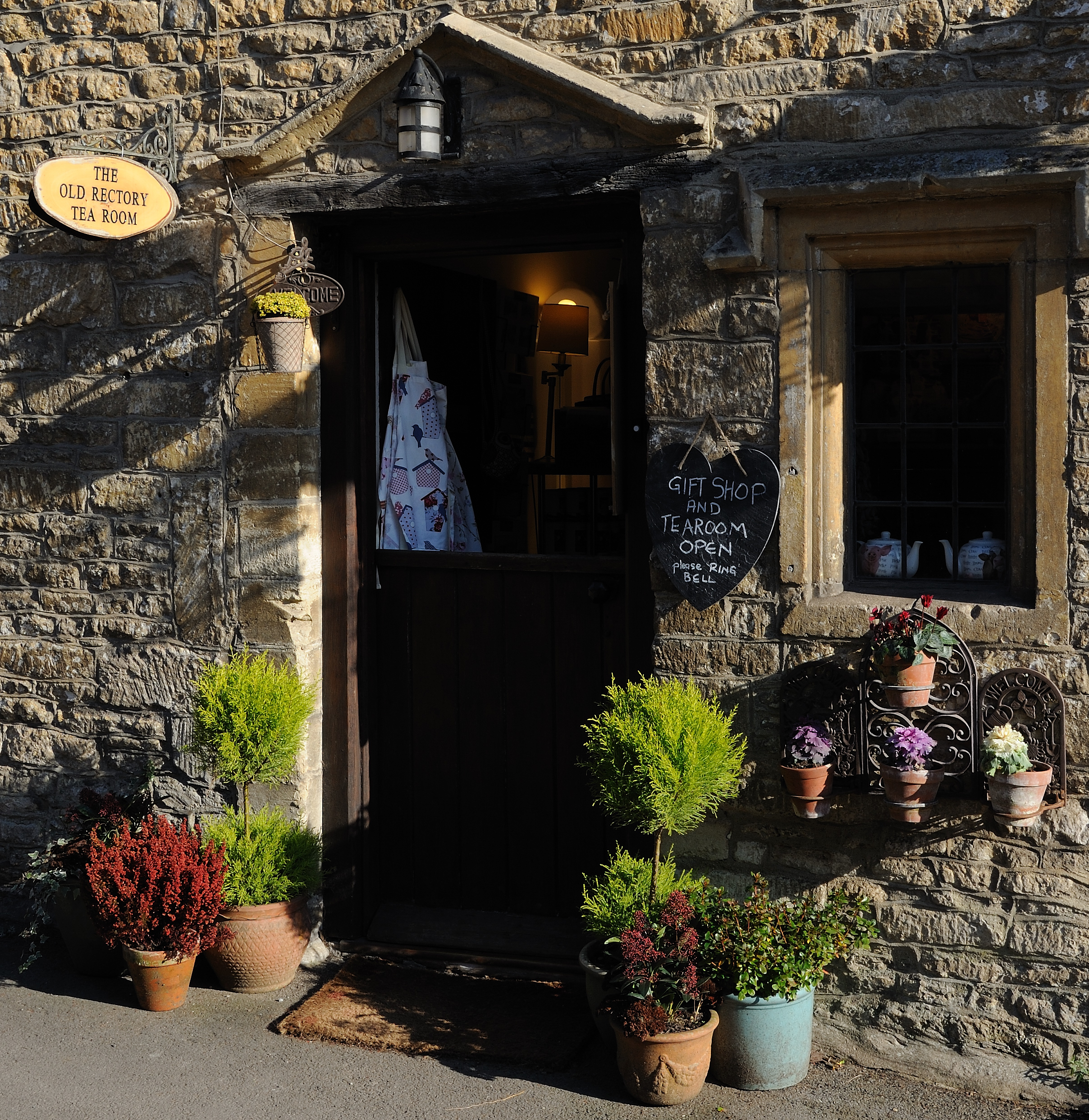
The Old Rectory Tea Room
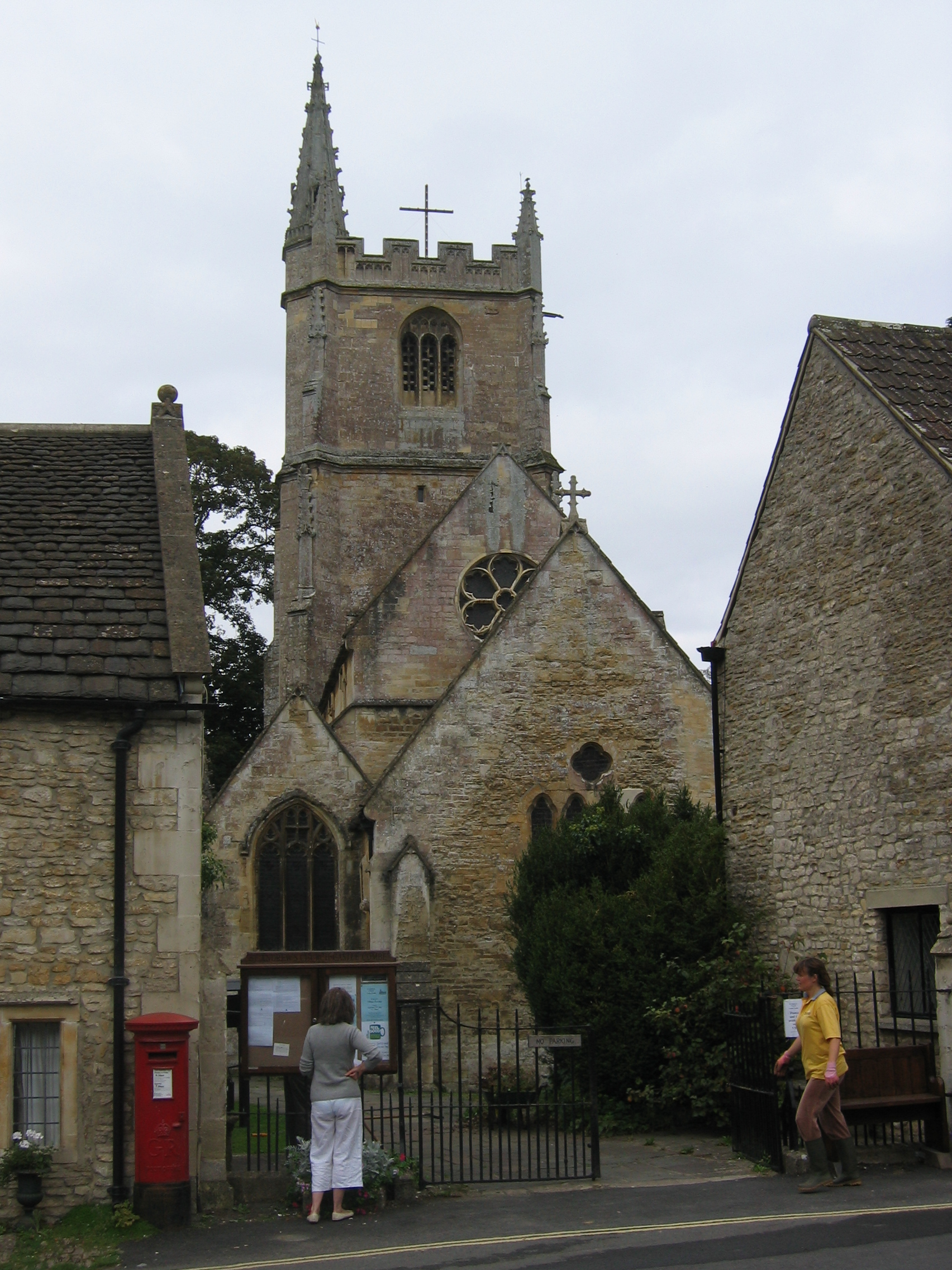
Iglesia de San Andrés